# Muzeu Kombëtar i Arsimit
Muzeu Kombëtar i Arsimit är ett utbildningsmuseum i Korça i Albanien. Det invigdes 1967 och finns i samma byggnad där den första albanskspråkiga skolan öppnades i mars 1887. Museet visar det albanska skrivandets historia och boktryck och besöks mycket av skolklasser.